# 伽利略系列
「伽利略系列」是日本推理作家東野圭吾原作的，以物理學家湯川學為主人公的連續推理小說系列的總稱。有時也被稱為「偵探伽利略系列」、「物理學家湯川系列」。

## 概要
故事講述天才物理學家湯川學接受大学同期的刑警朋友草薙俊平委託，以科學手法解決一些看來似是超自然現象的無法理解的案件。另外系列第二作之後有時也會以邏輯推理解決案件。本作乃是作者活用其理科出身所學的知識而創作的作品。雖然沒有通過驗證，但原作中出現的詭計全部是邏輯上可行的。
在傳統的推理小說裡，有著「不使用以不尋常的科學技術實現的犯罪詭計」的不成文規定，本系列試圖要打破這個規律。
由2007年10月起開始播放以2部短篇集為原作的電視劇「神探伽利略」。電視劇製作的時候本系列小說的銷量為大約160萬本，其後不斷上升，在2008年8月《嫌疑犯X的獻身》發行文庫版的時候公佈的銷量大幅上升至400萬本。另外2008年10月公映了相同主演製作陣容的電視劇電影版、偵探伽利略的第三作「嫌疑犯X的獻身」。作為本系列首部長篇小說的《嫌疑犯X的獻身》還獲得了第134屆直木三十五賞以及第六屆本格推理小說大獎。

## 登場人物

### 主要角色
湯川 學（Yukawa Manabu）
本小說的主人公。帝都大學物理學的精英副教授，隸屬理工學部物理學科第十三研究室。畢業於帝都大學理工學部。《爆炸》連載的時候提到年齡是34歲，而到了《沉默的遊行》出版時則提到是40多歲。《猛射》結局時以訪問學者的身份前往美國，《沉默的遊行》中已回到日本，並升為教授。
擁有物理學領域的天才頭腦，此外對雜學知識也有涉獵。洞察力非常敏銳，曾通過觀察猜中陌生女性的職業。憑藉著這些能力，湯川靠少量的信息就能夠幫助身為警察的大學同期草薙將棘手的案件用物理知識解決，因此被搜查一課的人崇拜地稱為「伽利略老師」，但他本人卻對此稱呼感到厭惡。對外從不展現自己的真面目，讓人難以得知他私下的為人。常在大學研究至深夜，晚飯也會在大學內完成（但有時也會自己煮食）。在硕士研究生二年級秋天的時候，其設計的「磁界齒輪」備受矚目，美國企業的諮詢蜂擁而至，但其實現應用條件異常苛刻，以至最終淪為紙上談兵。磁界齒輪的誕生源自於湯川將之前的失敗研究獲得的經驗應用於其他領域研究而得出來的結果。
富樫慎二被殺一案（參照《嫌疑犯X的獻身》）中對警察的處理手法不滿，之後決定不再協助警方搜查，連和草薙也疏遠了。但之後卻被內海親自為犯罪手法做實驗的精神所影响，对案件重新提起兴趣，重新願意協助搜查，不過只限於能吸引他作為科學家的興趣的案件。
性格偏執，經常會在草薙為了引他提起對案件興趣而說的話裡挑骨頭。另外，無論外界環境如何，他也絲毫不會受到影響，保持冷靜思考，並不會摻入個人感情。
興趣是羽毛球，還在羽毛球部的時候就是高手，如今也獲得過比賽的優勝。喜歡的東西是即溶咖啡，而且是喜歡到對它的歷史諳熟的程度。草薙拜訪的時候，也是用不怎麼乾淨的馬克杯冲泡淡味的即溶咖啡來招待。
害怕小孩。理由是「小孩是不合邏輯及疲於應付的對手」，以至於只是和小孩說話也會產生蕁麻疹的過敏症狀。因此調查案件的時候往往由草薙負責和小孩對話，有疑問的時候也通過草薙向小孩發問，不過在《偵探伽利略》的“脱离”和《真夏方程式》中也曾和小學生直接交流。
雖然認為女性中也存在擁有邏輯思維的人，但卻沒有交往的對象。
東野圭吾本來是以佐野史郎為原型塑造湯川這個人物的形象，不過最近受電視劇版影響，似乎轉向以福山雅治為原型。電視版的口頭禪「確實很有趣（実に面白い）」實際上在原著裡並沒出現。草薙說他只有駕照，沒有駕駛經驗，本人卻否認這件事。
另外湯川雖是主角，以他為主體的場面描寫卻較少，作品大部分都是以警察或者嫌疑人（或引發現象的現場周圍的人）的視角來描述事件。
草薙 俊平（Kusanagi Shunpei）
隸屬警視廳搜查一課，由巡查部長升至警部。《爆炸》連載的時候提到年齡是34歲，《沉默的遊行》則是40多歲。雖不是主角，但其實他才是本小說實際上的中心人物。
和湯川在帝都大學時同屬羽毛球部，不過實力並不能和湯川較量。在《虛像的丑角》時提及會劍道和柔道，劍道是初學，但柔道是三段，算是很不錯。因發生人體自燃的案件（收錄於「燃燒」），為了證實媒體傳言的等離子體一說而拜訪帝都大學第十三研究室。之後不時發生奇怪的案件，於是開始依仗湯川的協助。擅長從別人口中套話，也擅長引起湯川對案件的興趣，但有些粗線條。不擅長理科，所以時常被湯川以此來將軍（湯川似乎對此有樂在其中的傾向）。性格也有稍微野蠻的一面，例如嘲笑內海薰，還有在上司間宮背後用粗魯的口吻說話等。另外和湯川的立場也有了變化，案件解決後會考慮請他吃飯，或是買禮物當作報酬。
有抽煙的習慣(習慣抽萬寶路的淡涼菸)，但在湯川面前通常禁止抽煙。擁有黑色的Skyline老舊汽車，有時會用汽車將沒有車的湯川載到現場。
過著獨身沒有戀人的日子，自認為刑警是份低薪工作。在《聖女的救贖》中喜欢上了嫌疑人，但為了查出事實真相，還是守住了刑警的立場。有一個已結婚、並有個中學生女兒的姐姐森下百合。
内海 薰（Utsumi Kaoru）
正義感強烈又年輕有為的美女刑警，也隸屬警視廳搜查一課。是草薙的後輩。常以女性才有的直覺和理論找出嫌犯，也有因自己的莽撞而獨自苦惱的一面，因此不時和草薙意見對立。屬於不論好壞都要全力查清真相的類型，連湯川也對她刮目相看。討厭因自己是女性而被特別對待，每次都會說「就因為我是女人嗎？」
實際上內海薰是電視劇製作的時候，應製作方要求「想原創一個和湯川搭檔的女性角色」而創造的角色，且東野圭吾也爽快地答應此事，後來從第四部作品《伽利略的苦惱》中第一章「墜落」開始在原作中登場。當湯川不願協助警察的時候，会想辦法引起湯川對案件的興趣。
擁有胭脂色的帕傑羅汽車。電視劇中為了搜查而搭乘電車時會用iPod來聽歌，iPod中有福山雅治的歌。

### 警視廳搜查一課
間宮 慎太郎（Mamiya Shintarou）
草薙的上司，搜查一課所屬係長。外表看起來比起警察更像一個專業人士。通過草薙對湯川的事蹟有所耳聞，稱呼湯川為「伽利略老師」。
小塚
草薙的同僚，是個年輕的警察。愛好賽馬。在「轉印」登場。
根岸
草薙的後輩警察，在「爆炸」登場。
弓削 志郎
草薙的前輩，比草薙早一年成為警察。是個想到啥就說啥，善於活躍氣氛的人。連討厭廢話的間宮也默認了他的行為。在「脫離」登場。
牧田
草薙稱他是「踏實做人」的後輩警察。在「做夢」、「視靈」、「騷靈」裡登場。
岸谷
和草薙同一個班的新手警察。性格很好。因為是由母親獨力養大，所以在《嫌疑犯X的獻身》裡很同情嫌疑人母女的遭遇。除了草薙和內海外是唯一一個到訪第十三研究室的警察。在《聖女的救贖》裡也有登場。
小田
在「預知」裡登場，認為該案件是普通的自殺案，之後把案件交給草薙處理。
牧村
在草薙那一班裡，在《伽利略的苦惱》裡登場。搜查一科科长，和湯川意見相合的時候就會發言，是個以邏輯思維思考的人物。在「惡魔之手」一案裡，召開了記者招待會。
多多良
在《伽利略的苦惱》登場。搜查一課的老資格刑警，因為極其性急，所以有個外號叫「瞬間熱水器」。如今是理事官。在《真夏方程式》中不認為前輩塚原正次的死是意外，拜託草薙對此展開調查。

## 系列作品

### 偵探伽利略
- 單行本：1998年5月30日・文藝春秋 ISBN 4163177205
- 文庫：2002年2月10日・文春文庫 ISBN 4167110075 （解説・佐野史郎）
- 正體中文版：2005年3月14日・商周出版 ISBN 9861243534
- 正體中文版：2008年9月24日・獨步文化 ISBN 9789866954320
- 簡體中文版：2008年5月・海南出版社 ISBN 9787807001485

| 日文標題 | 中文標題 | 首次出版                | 發生案件・現象           | 電視劇播放話數 | 備註                                   |
| -------- | -------- | ----------------------- | ------------------------ | -------------- | -------------------------------------- |
|          | 燃燒     | 《ALL讀物》1996年11月號 | 人體自燃現象             | 第一季第一話   | - 湯川首次協助警察解決的案件。         |
|          | 轉印     | 《ALL讀物》1997年3月號  | 死者臉部表情印在金屬片上 | 第一季第九話   | - 草薙出席的文化祭裡發生的案件。       |
|          | 壞死     | 《ALL讀物》1997年6月號  | 死者胸前肌肉壞死         | 第一季第四話   | - 和電視劇設定不同，主犯也是不同的人。 |
|          | 爆炸     | 《ALL讀物》1997年10月號 | 水上神秘爆炸案件         | 第一季最終話   | - 以帝都大學為舞台發生的2宗案件。      |
|          | 脫離     | 《ALL讀物》1998年3月號  | 靈魂出竅                 | 第一季第二話   | - 從本故事開始使用「伽利略」的暱稱。   |

### 預知夢
- 單行本：2000年6月20日・文藝春秋 ISBN 4163192905
- 文庫：2003年8月10日・文春文庫 ISBN 4167110083（解説・三橋曉）
- 正體中文版：2007年5月11日・獨步文化 ISBN 9789866954658
- 簡體中文版：2007年11月・海南出版社 ISBN 9787544321822

| 日文標題 | 中文標題 | 首次出版                | 發生案件・現象             | 電視劇播放話數 | 備註                                       |
| -------- | -------- | ----------------------- | -------------------------- | -------------- | ------------------------------------------ |
|          | 做夢     | 《ALL讀物》1998年11月號 | 預知夢                     | 第一季第六話   | - 首次偵查殺人案以外的案件。               |
|          | 視靈     | 《ALL讀物》1999年2月號  | 被殺女子在死亡時另一處露面 | 第一季第八話   | - 和「做夢」一樣不是在第十三研究室做實驗。 |
|          | 靈動     | 《ALL讀物》1999年4月號  | 騷靈現象                   | 第一季第三話   | - 草薙在非執勤日接受委託時發現的案件。     |
|          | 絞殺     | 《ALL讀物》1999年9月號  | 火球與绞殺之謎             | 第一季第五話   | - 在原作中是未解決的案件。                 |
|          | 預知     | 《ALL讀物》2000年1月號  | 預言、預知                 | 第一季第七話   | - 案件判定為自殺，在原作中未解決。         |

### 嫌疑犯X的献身
- 連載：《ALL讀物》－2003年6月號-2004年6月號及2004年8月號-2005年1月號
- 單行本：2005年8月25日・文藝春秋 ISBN 4163238603
- 文庫：2008年8月5日・文春文庫 ISBN 4167110121
- 簡體中文版：2008年9月・南海出版 ISBN 9787544241694
- 正體中文版：2006年9月・獨步文化 ISBN 9789866954108

伽利略系列首個長篇。和湯川同期的勁敵天才數學家為了掩蓋殺人案件而和湯川展開周旋。作中有「P/NP問題」的解答場面。
此長編小說被改編成電影版，電影版於2008年10月4日在日本上映，並由與電視劇神探伽利略相同的演員主演。

### 伽利略的苦惱
- 單行本：2008年10月23日・文藝春秋 ISBN 9784163276205
- 簡體中文版：2009年9月・當代世界出版社 ISBN 9787509005378
- 簡體中文版(第二版)：2010年6月・當代世界出版社 ISBN 9787509006337
- 正體中文版：2009年12月11日・獨步文化 ISBN 9789866562372

| 日文標題 | 中文標題 | 連載                                   | 發生現象                          | 電視劇播放話數          | 備註                                                                           |
| -------- | -------- | -------------------------------------- | --------------------------------- | ----------------------- | ------------------------------------------------------------------------------ |
|          | 墜落     | 《ALL讀物》2006年9月號                 | 遠距離操作令屍體墜落              | 神探伽利略Φ（第一季SP） | - 日本推理作家協會編《The Best Mysteries 2007》（講談社）收錄 - 內海薰初登場。 |
|          | 操縱     | 《別册文藝春秋》第274號（2008年3月號） | 沒有兇手的刺殺案件                | 神探伽利略Φ（第一季SP） | - 繼「爆炸」後，湯川的恩師再次被捲入案件。電視劇裡恩師並無出場。               |
|          | 密室     | 《GIALLO》（光文社）2008年SUMMER號     | 密室殺人                          | 第二季第六話            | - 繼「嫌疑犯X的献身」後，湯川的老朋友再次出場。 - 系列小說中唯一沒有警方出場。 |
|          | 指示     | 新作小說                               | 探礦術                            | 第二季第二話            | - 主題是確認超能力的真偽。                                                     |
|          | 擾亂     | 《別册文藝春秋》第276號（2008年7月號） | 預告殺人 利用长距离扬声装置干扰耳 | 第二季第九話            | - 挑戰湯川的人物現身，最終目的是殺害他。                                       |

### 聖女的救贖
- 連載：《ALL讀物》2006年11月號-2008年4月號
- 單行本：2008年10月23日・文藝春秋 ISBN 9784163276106
- 簡體中文版：2009年5月・當代世界出版社 ISBN 9787509005125
- 正體中文版：2010年1月・獨步文化 ISBN 9789866562440
- 電視劇播放話數：第二季第十、十一話

伽利略系列第二個長篇小說，草薙愛上的女人的完美犯罪令湯川陷入困境。

### 真夏方程式
- 連載：《週刊文春》2010年1月14日號-2010年11月25日號
- 單行本：2011年6月6日・文藝春秋 ISBN 9784163805801
- 正體中文版：2012年7月・三采出版 ISBN 9789862297018
- 簡體中文版：2012年12月1日・現代出版 ISBN 9787514307542

伽利略系列第三個長篇小說，以湯川和少年的交流及與環境活動家的對立為軸心，逐步逼近原警察的神秘死亡真相。
改編電視劇《神探伽利略》的第二部電影化作品，於2013年6月29日上映。香港與日本同步上映，而台灣於2013年7月5日上映。

### 虚像小丑
- 單行本：2012年8月10日・文藝春秋 ISBN 9784163815701
- 簡體中文版：2014年1月・上海译文出版社 ISBN 9787532764228
- 正體中文版：2017年7月31日・皇冠文化出版社 ISBN 9789573333173（包括《禁忌的魔術》的首三個短篇）

| 日文標題 | 中文標題 | 連載                                   | 發生現象           | 電視劇播放話數 | 備註                                           |
| -------- | -------- | -------------------------------------- | ------------------ | -------------- | ---------------------------------------------- |
|          | 幻惑     | 《別册文藝春秋》第292期（2011年3月號） | 意念引至的心理誘導 | 第二季第一話   | - 單行本化的契機作。                           |
|          | 聽心     | 《ALL讀物》2011年4月號                 | 幻聽               | 第二季第三話   | - 草薙在警察學校時代的同學登場。               |
|          | 偽裝     | 《ALL讀物》2011年7月號                 | 用霰彈槍殺人       | 第二季第七話   | - 湯川和草薙前往友人的婚禮時遇上事件。         |
|          | 演技     | 《別册文藝春秋》第298期（2012年3月號） | 不在場證明詭計     | 第二季第八話   | - 以被詭計設計的女演員的視覺，用倒敘方式描寫。 |

### 禁忌的魔術
- 單行本：2012年10月13日・文藝春秋 ISBN 9784163816906
- 簡體中文版：2014年1月・上海译文出版社 ISBN 9787532764310

系列作首次全篇都是新作。
| 日文標題 | 中文標題 | 連載 | 發生現象 | 電視劇播放話數 | 備註 |
| -------- | -------- | ---- | -------- | -------------- | ---- |
|          | 透視     | -    | 透視     | -              | -    |
|          | 曲球     | -    | 變化球   | 第二季第四話   | -    |
|          | 念波     | -    | 心靈感應 | 第二季第五話   | -    |
|          | 猛射     | -    | 磁軌炮   | 第三部電影SP   | -    |

### 沉默的遊行
- 單行本：2018年10月11日、文藝春秋 ISBN 978-4-16-390871-7
- 繁體中文版：2019年7月29日、皇冠 ISBN 978-957-333454-5

改編電視劇《神探伽利略》的第三部電影化作品，預定於2022年9月16日在日本上映。

### 透明的螺旋
- 單行本：2021年9月3日、文藝春秋 ISBN 978-4-16-391424-4
- 繁體中文版：2022年7月26日、皇冠 ISBN 978-957-333913-7

## 外部連結
- （日語） http://www.bunshun.co.jp/galileo（页面存档备份，存于）